# 喜久田站
喜久田站（日语：／ Kikuta eki */?）是位於福岛县郡山市喜久田町，屬於东日本旅客铁道（JR東日本）磐越西线的鐵路車站。本站可使用Suica。

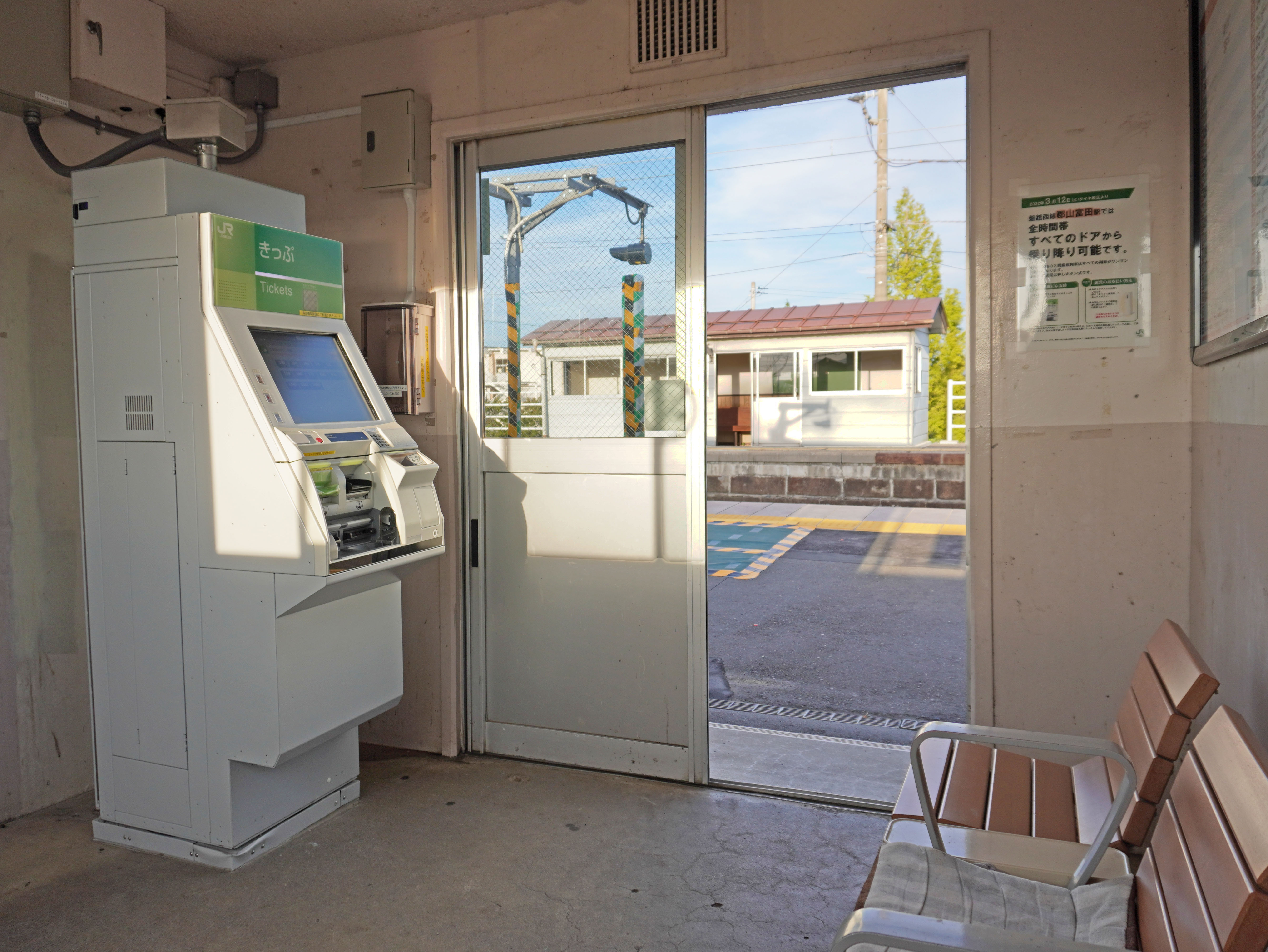
候車室内(2022年9月)

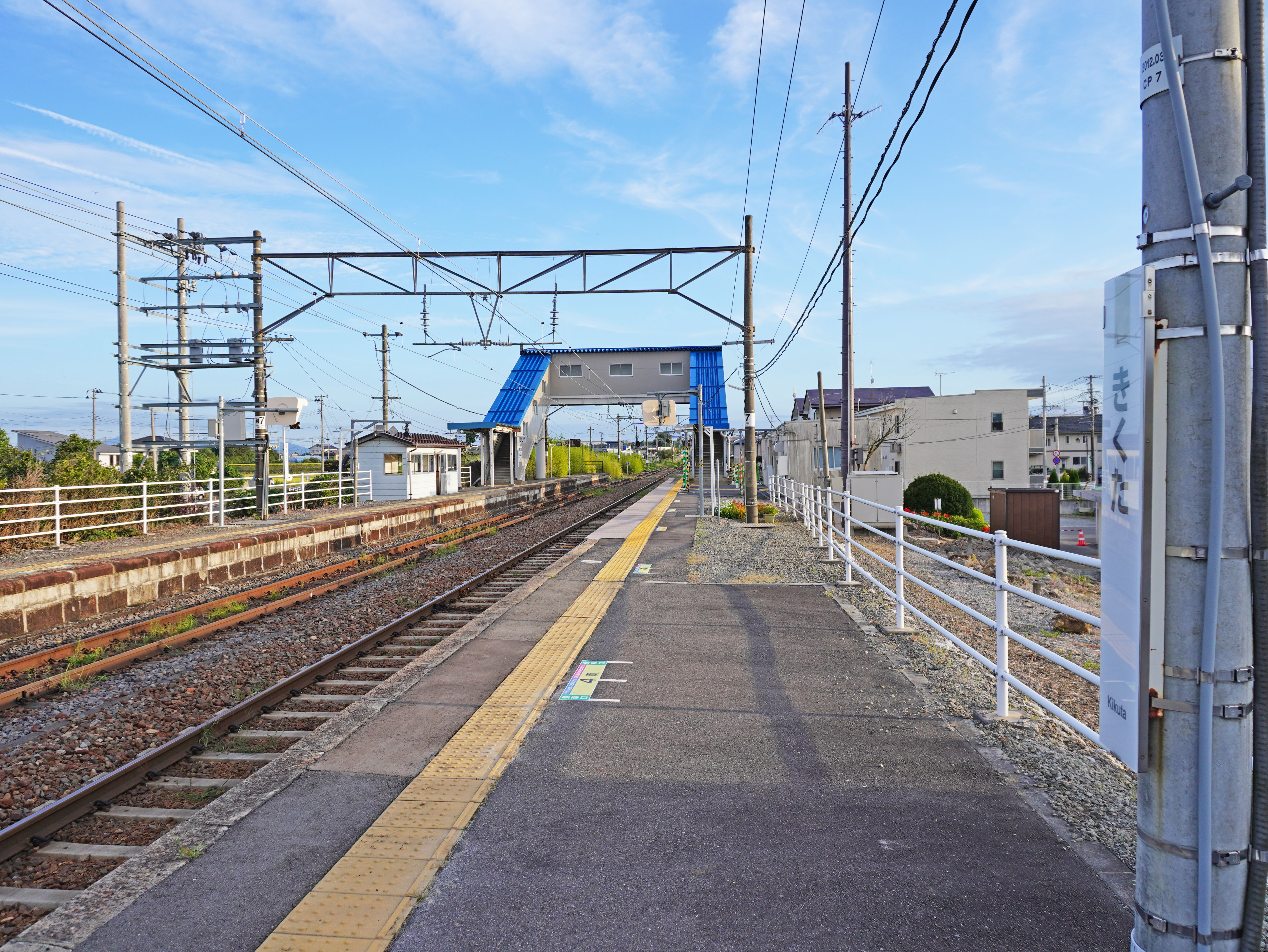
月台(2022年9月)

## 历史
- 1898年7月26日 - 作为"岩越铁道"的堀之内站投入运营[2]。
- 1906年11月1日 - 岩越铁道国有化。
- 1915年4月10日 - 改名为喜久田站[2]。
- 1983年3月10日 - 伴随磐越西线CTC化而变为无人车站。
- 1987年4月1日 - 国铁分割民营化后成为JR东日本车站。
- 2017年3月4日 - 全部定期快速列车开始停靠本站。

## 车站结构
本站為侧式月台2台2线的地上车站。两个月台间通过跨线桥连接。大部分情况下列车會停靠在靠近站房的1號月台。本站是由郡山站管理的无人站，站内设有自动售票机。

### 站台配置
| 站台 | 路线      | 方向 | 目的地               | 备注           |
| ---- | --------- | ---- | -------------------- | -------------- |
| 1    | ■磐越西线 | 下行 | 猪苗代、会津若松方向 |                |
| 1    | ■磐越西线 | 上行 | 郡山方向             | 通常使用站台   |
| 2    | ■磐越西线 | 上行 | 郡山方向             | 特殊情况下使用 |

## 相鄰車站
東日本旅客鐵道
■磐越西線
□快速
郡山富田－喜久田－磐梯热海
■普通
郡山富田－喜久田－安子岛